# Hate (Thy Art Is Murder)
Hate è il secondo album in studio del gruppo musicale australiano Thy Art Is Murder, pubblicato nel 2012.

## Tracce
1. Reign of Darkness – 3:35
2. The Purest Strain of Hate – 3:25
3. Vile Creations – 3:32
4. Shadow of Eternal Sin – 3:52
5. Immolation – 3:22
6. Infinite Forms – 4:32
7. Dead Sun (featuring Nico Webers of War from a Harlots Mouth) – 3:40
8. Gates of Misery – 2:55
9. Defective Breed – 3:40
10. Doomed from Birth (featuring Joel Birch of The Amity Affliction) – 4:24

## Formazione
- Chris "CJ" McMahon – voce
- Andy Marsh – chitarra
- Tom Brown – chitarra
- Sean Delander – basso
- Lee Stanton – batteria